# Gnesta-Kalle
Rune Edvin Kalle Gnestadius, känd som Gnesta-Kalle, ursprungligen  Rune Edvin Karlsson, född 29 september 1927 i Frustuna församling, Gnesta kommun, död 18 december 2010 i Gnesta, var en svensk radio- och TV-producent, programledare, dragspelare och kapellmästare.
Han växte upp i en statarlänga vid Södertuna gård. I tonåren flyttade han till Stockholm och bildade en orkester. I början av 1950-talet medverkade han som "Fridstöraren Karlsson" i Lennart Hylands radioprogram Lördagskväll och fick snart egna radio- och TV-program. Till hans mest kända radioprogram hör publiksuccén Våra favoriter. Han har skrivit över 200 låtar. Som kompositör använde han även olika pseudonymer, bland annat Rune Edwin. Han bytte efternamn till Gnestadius 1960. 1995 fick Rune Gnestadius Konungens medalj i 8:e storleken. En väg i Gnesta är uppkallad efter honom.

## Rune Gnestadius personarkiv
Vintern 2014 donerade Gnesta-Kalles änka, Kerstin Gnestadius, en omfattande samling av noter, korrespondens, inspelningar med mera till Svenskt visarkiv, där materialet idag finns tillgängligt för allmänheten.

## Filmografi
- 1957 – 91:an Karlsson slår knock out (rekryt, ej krediterad)